# Ammassivik

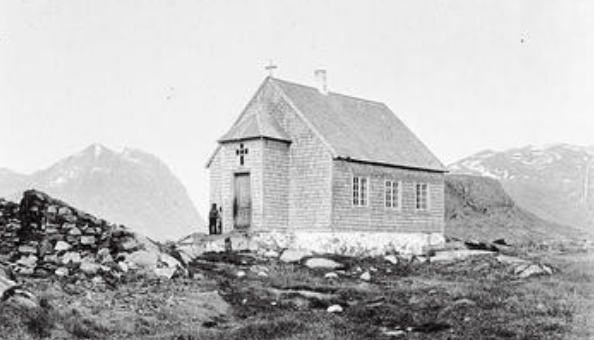
Kyrkan 1892

Ammassivik (gammal stavning Angmagssivik), är en grönländsk bygd i Kujalleq kommun. Den ligger vid  Alluitsoqfjorden (Lichtenaufjorden), och har omkring 25 invånare (2015). Ammassivik grundades 1889, och fick en skola 1899. 1922 blev bygden handelsplats. 